# محافظة فارو
محافظة فارو هي إحدى المحافظات العشرين في البرتغال. يبلغ عدد سكانها 458,734 نسمة. وهي تحتوي على 16 بلدية.

## أعلام
- جواو ريس